# Polonia (poemat Joaquima Marii Machada de Assisa)

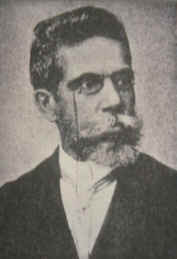
Joaquim Maria Machado de Assis

Polonia – poemat brazylijskiego prozaika i poety Joaquima Marii Machada de Assisa, opublikowany w zbiorze Chrysalidas, wydanym w 1864. Utwór został opatrzony mottem z twórczości Adama Mickiewicza, a konkretnie z Ksiąg narodu polskiego i pielgrzymstwa polskiego: E ao terceiro dia a alma deve voltar ao corpo, e a nação resuscitará (A trzeciego dnia dusza wróci do ciała i naród zmartwychwstanie). Poemat powstał w czasie powstania styczniowego.
Pobre nação! — é longo o teu martyrio;
A tua dôr pede vingança e termo;
Muito has vertido em lagrimas e sangue;
É propicia esta hora. O sol dos livres
Como que surge no dourado Oriente.
Não ama a liberdade
Quem não chora comtigo as dôres tuas;
E não pede, e não ama, e não deseja
Tua resurreição, finada heroica!
Brak informacji o tłumaczeniu utworu na język polski.